# Estadio Ángel P. Malvicino
El Estadio Ángel P. Malvicino es un estadio cubierto de la ciudad de Santa Fe, Argentina. Pertenece al Club Atlético Unión y fue inaugurado el 20 de mayo de 1998. Lleva el nombre de uno de los principales dirigentes de la historia del club, quien fuera presidente en tres períodos y donó íntegramente el recinto.
Se utiliza principalmente para la actividad del baloncesto, ya que el primer equipo de Unión disputa la Liga Nacional que es la primera división profesional de Argentina. También esporádicamente se realizan eventos de otros deportes como boxeo, salto con garrocha, voleibol, acontecimientos artísticos y culturales.

## Instalaciones
La realización del Estadio Cubierto del Club Atlético Unión, ajustado a normas internacionales y respetando el programa de las distintas disciplinas, tiene además la motivación para la actividad educativa, deportiva y recreativa hasta el alto rendimiento.
El estadio tiene un volumen de 73 m de longitud por 36 m de ancho, con un espacio deportivo de 52 m por 28 m (1460 m²). La superficie total cubierta del estadio es de 5099 m². La altura máxima es de 15,80 m en su parte central y 14,30 m en los laterales, respondiendo a las exigencias reglamentarias de varios deportes. La capacidad del estadio es de 4500 a 7000 espectadores de acuerdo al evento que se desarrolle en el mismo.
Cuenta además con palco de autoridades, sala vip con sanitarios y office, y sanitarios del público. En el sector destinado a la actividad de prensa cuenta con once cabinas y palcos para la prensa oral, escrita y televisiva. Una cabina de control de estadio, un amplio hall, todos ellos con aire acondicionado, implementándose espacios para futuras dependencias administrativas. Consultorio médico, laboratorio de dopaje, complementándose con el conjunto de vestuarios, cuarto para deportistas, uno para personas discapacitadas y dos correspondientes a jueces y árbitros.
Actividades deportivas que pueden desarrollarse: Arquería, baloncesto, boxeo, esgrima, fútbol de salón, gimnasia artística, gimnasia deportiva, handball, hockey sobre patines, judo, karate, lucha, patín, halterofilia, taekwondo, tenis, tenis criollo, tenis de mesa, voleibol, salto con garrocha, salto en alto y salto en largo. Además de otras actividades sociales, culturales y recreativas.

## Campeonato Mundial de Voleibol Masculino
Durante el Campeonato Mundial de Voleibol Masculino de 2002 el Ángel P. Malvicino fue sede del Grupo B, conformado por la Polonia, Italia, Canadá y Croacia; y del Grupo J de la segunda fase, conformado por Brasil, Francia, Países Bajos y República Checa.

### Grupo B
| Equipo  | J | G | P | SG | SP | DS | PTS |
| ------- | - | - | - | -- | -- | -- | --- |
| Polonia | 3 | 3 | 0 | 9  | 3  | +6 | 6   |
| Italia  | 3 | 2 | 1 | 8  | 3  | +5 | 5   |
| Canadá  | 3 | 1 | 2 | 4  | 7  | -3 | 4   |
| Croacia | 3 | 0 | 3 | 1  | 9  | -8 | 3   |

- Resultados

| Fecha | Hora² | Partido¹ | Partido¹ | Partido¹ | Resultado |
| ----- | ----- | -------- | -------- | -------- | --------- |
| 29.10 | 18:00 | Italia   | -        | Croacia  | 3-0       |
| 29.10 | 20:30 | Polonia  | -        | Canadá   | 3-1       |
| 30.10 | 18:00 | Polonia  | -        | Italia   | 3-2       |
| 30.10 | 20:30 | Canadá   | -        | Croacia  | 3-1       |
| 01.11 | 18:00 | Italia   | -        | Canadá   | 3-0       |
| 01.11 | 20:30 | Croacia  | -        | Polonia  | 0-3       |

- (¹) –  Todos en Santa Fe
- (²) –  Hora local de Argentina (UTC-3)

### Grupo J
| Equipo          | J | G | P | SG | SP | DS | PTS |
| --------------- | - | - | - | -- | -- | -- | --- |
| Brasil          | 3 | 3 | 0 | 9  | 0  | +9 | 6   |
| Francia         | 3 | 2 | 1 | 6  | 4  | +2 | 5   |
| Países Bajos    | 3 | 1 | 2 | 3  | 8  | -5 | 4   |
| República Checa | 3 | 0 | 3 | 3  | 9  | -6 | 3   |

- Resultados

| Fecha | Hora² | Partido¹     | Partido¹ | Partido¹        | Resultado |
| ----- | ----- | ------------ | -------- | --------------- | --------- |
| 04.11 | 16:00 | Brasil       | -        | República Checa | 3-0       |
| 04.11 | 18:30 | Países Bajos | -        | Francia         | 0-3       |
| 05.11 | 14:00 | Brasil       | -        | Francia         | 3-0       |
| 05.11 | 16:30 | Países Bajos | -        | República Checa | 3-2       |
| 06.11 | 14:00 | Brasil       | -        | Países Bajos    | 3-0       |
| 06.11 | 16:30 | Francia      | -        | República Checa | 3-1       |

- (¹) –  Todos en Santa Fe
- (²) –  Hora local de Argentina (UTC-3)

## Conciertos
| - Tan Biónica - Abel Pintos - Airbag - Andrés Calamaro - Bersuit Vergarabat - Cebollitas - Charly García - Ciro y Los Persas - Divididos - Fito Páez - Joan Manuel Serrat - La Renga - Las Pelotas - Les Luthiers - Los Piojos | - Maluma - Mancha de Rolando - Midachi - No Te Va Gustar - Ricardo Montaner - Rodrigo - Silvio Rodríguez - Skay Beilinson - Soy Luna - Soledad Pastorutti - Teen Angels - Violetta - K-Pop |